# رنسم (کانزاس)
رنسم (به انگلیسی: Ransom) شهری در ایالت کانزاس کشور ایالات متحده آمریکا است که جمعیت آن در سرشماری سال ۲۰۱۰ میلادی، ۲۹۴ نفر بوده‌است.